# Pseudagrion sudanicum
Pseudagrion sudanicum é uma espécie de libelinha da família Coenagrionidae.
Pode ser encontrada nos seguintes países: Botswana, República Democrática do Congo, Gâmbia, Gana, Malawi, Moçambique, Namíbia, Nigéria, África do Sul, Sudão, Uganda, Zâmbia e Zimbabwe.
Os seus habitats naturais são: rios intermitentes e marismas de água doce.